# Duna–Ipoly Nemzeti Park Igazgatóság
A Duna–Ipoly Nemzeti Park Igazgatóság (DINPI) megalapítására a 34/1997. (XI. 20.) KTM rendelet alapján került sor . A DINPI esztergomi székhelyű központi költségvetési intézmény, azonban központi ügyfélfogadást bonyolító irodája Budapesten a Jókai-kertben van.

## Feladatai
A természetvédelem területi igazgatása körébe tartozó közfeladatokat lát el. Alaptevékenységét a természettudományi, műszaki alapkutatás, a génmegőrzés, fajtavédelem, a természetvédelem és tájvédelem igazgatása és támogatása, a védett természeti területek és természeti értékek bemutatása, megőrzése és fenntartása, a könyvtárral, múzeummal, a növény- és állatkertek működtetésével, a könyv- és egyéb kiadással, valamint a szabadidős szolgáltatással kapcsolatos feladatok képezik.

## Működési területe
A DINPI működési területét kormányrendelet határozza meg, mely kiterjed Komárom‒Esztergom, Fejér és Pest vármegye területére, melyet kismértékben módosítanak a megyehatárok közelében található országos jelentőségű védett területek. Működési területén több országos jelentőségű védett terület található. Egy az igazgatóság nevével megegyező nevű nemzeti park, nyolc tájvédelmi körzet, 36 országos jelentőségű természetvédelmi terület. Több nemzetközi jelentőségű védett terület található a működési területén, egy Európa Diplomás Terület, több Natura 2000 terület, egy Bioszféra-rezervátum, és öt Ramszári egyezmény hatálya alá tartozó terület.

## Tájvédelmi körzetek

### Gödöllői Dombvidék Tájvédelmi Körzet
A közel 12 000 hektárnyi területen már Mátyás király idején vadaskert volt, sőt I. Ferenc József osztrák császár és magyar király a gödöllői kastélyt és tágabb környékét kapta koronázási ajándékul a magyar kormánytól. Ezért nem művelték meg, ezért nem törték fel a vadaskert körüli földeket.
A dombság a Duna és a Tisza vízválasztója. A déli völgyekbe meleg, az északi fekvésűekbe hideg levegő áramlik; ettől növény- és állatvilága igen változatos.

### Sárréti Tájvédelmi Körzet
A Sárrét kiemelkedő jelentősége madárvilágában rejlik. Kedvező életfeltételeket találnak itt maguknak, hiszen megmaradt rétjein rengeteg a kisemlős (pocok, ürge) és a rovar.

### Sárvíz-völgye Tájvédelmi Körzet
A védett területen halastavakat, mocsarakat, réteket, nádasokat, mesterséges víztározókat, szikeseket és művelt parcellákat találunk.

### Vértesi Tájvédelmi Körzet
A Vértesben rengeteg ritka növény- és állatfaj található. A fokozottan védett Fáni-völgy sziklafalain él a cifra kankalin. A hegység déli lejtőinek ritkasága az öves százlábú.

## Természetvédelmi területek

### Adonyi TT
A terület védelmének célja a hazánkban már csak néhány helyen előforduló fokozottan védett gyapjas csüdfű termőhelyének megóvása.

### Alcsúti Arborétum TT
A József nádor által alakított mintagazdaság legszebb része a kastélypark, a mai arborétum, amelynek kialakítására 1825-ben került sor. Az arborétum közelében látható Magyarország legidősebb libanoni cédrusa (1825) a csaplári erdőben, valamint a 175 éves platánsor az etyeki út mellett.

### Belsőbárándi-tátorjános TT
A terület löszvegetációja védett növényfajokban igen gazdag. A fokozottan védett növényfajok közül megtalálható itt a – borzas macskamenta (Nepeta parviflora) és a tátorján (Crambe tataria).

### Budai Sas-hegy TT
A terület Budapest egyik természeti oázisa, számtalan védett és fokozottan védett növény- és állatfaj menedéke. Kiemelkedő fajgazdagságban őrizte meg a terület az ún. dolomitflóra jellegzetes maradványnövényeit.

### Budakalászi Kemotaxonómiai Botanikus Kert TT
A kert 2003 óta élvez védettséget, a botanikus kert egyedülálló módon a növényfajok elrendezésének alapjául a növényekben termelődő kémiai anyagokat veszi figyelembe. Ez Magyarországon egyedülálló, de még világszerte is csupán néhány kemotaxonómiai alapú élőnövény-bemutatót ismerünk. A gyűjteményben megtalálhatók a hazai gyógynövények, mint a festő csülleng, bókoló gyömbérgyökér, kenyérbél cickafark, gyapjas gyűszűvirág, sárga kasvirág, pettyes orbáncfű, Kitaibel-mályva, homoki szalmagyopár.

### Budapesti Botanikus Kert (ELTE Füvészkert)
A botanikus kert megteremtése Winterl József Jakab nevéhez fűződik, aki az orvos – és gyógyszerészképzés segítése mellett feladatának tekintette a hazai flóra kutatását. A Füvészkert együttműködik a Duna–Ipoly Nemzeti Park Igazgatósággal a hazánkban védett és fokozottan védett és egyben veszélyeztetett növényfajok ex-situ megőrzésében.

### Ceglédi-rét TT
A terület legfontosabb természetvédelmi értéke a nagy számban tenyésző fokozottan védett pókbangó.

### Csévharaszti-borókás TT
A terület legfontosabb értéke a Kitaibel Pál által fölfedezett, fokozottan védett tartós szegfű (pótharaszti szegfű).

### Dabasi-turjános TT
A terület a Turján-vidék természetes növénytakaróját őrzi, melynek jellegzetessége, hogy a láprétek mozaikolnak a szárazabb növényzettel. A kőrises égerláp erdő lombkoronaszintjét az éger és a magyar kőris alkotja.

### Dinnyési-fertő TT
A fertő kiemelkedő természeti értéke elsősorban a madárvilága, a gémfélék kedvenc táplálkozó és költőhelye. Október végén, november elején húszezer, vagy még több vetési lúd érkezik alkonytájban, hogy a fertő biztonságot nyújtó vizén töltse az éjszakát. A tavaszi, de különösen az őszi vonulás idején hatalmas récetömegek zsúfolódnak össze a vízen. A Dinnyési-fertő legismertebb költőfajai: a nagy kócsag és a kanalasgém. Egy rejtettebb életű gémféle, a bölömbika mély hangját tavasszal gyakran hallani a nádasból. Az egyetlen Magyarországon fészkelő lúdfaj, a nyári lúd rendszeresen költ. A parti területeket az Alföld némely részére jellemző sziki vegetáció borítja. A nedvesebb helyeken sok a sziki őszirózsa, a sziksótól fehérlő részeken tenyésznek a sótűrő fajok. Az orvosi székfű nagy tömegben fordul elő.
A Dinnyési-fertő ideális helyszíne a vízi madárvilág megfigyelésének. Szakvezetés mellett, egy madármegfigyelő-torony segítségével kitűnően bemutatható a terület, mely különösen madárvonulások idején látványos.

### Dunaalmási-kőfejtők TT
Itt már az ókorban is bányászták a mészkövet, s a rómaiak által megkezdett bányaművelés kisebb-nagyobb megszakításokkal a második világháború időszakáig tartott. A 4 bányából álló kőfejtősor 4. sz. bányájának rétegsora értékes őslénytani leletanyagot rejt.

### Érdi Kakukk-hegy TT
Az Érdi Kakukk-hegy a Mezőföld mára elpusztult, illetve átalakult löszvegetációjának Budapest közelében ismert legnagyobb összefüggő maradványa. A löszterületek többségét kiváló termékenységű talajuk miatt felszántották, így e növénytársulásokat országos viszonylatban is csupán kis maradványfoltok képviselik. A terület e maradványfoltok közül is kiemelkedik természetességével, fajkészletének gazdagságával. Diverzitását a meredek, erőteljesen tagolt térszínen kialakult, rendkívül változatos, kis távolságon is jelentős különbségeket mutató klíma, illetve az e sajátságokat kihasználó hegyvidéki, homokpusztai és sziklagyepi fajok megtelepedése növeli. A védelem célja a természetes vegetáció a fajgazdagságban egyedülálló lösztársulások, gyepek, cserjésedett, erdősült területek arányának, természetes mintázatának megtartása, valamint fajkészletének megőrzése, az élőhelyekhez kötődő állatvilággal együtt.

### Fóti-Somlyó TT
A védett területen kiemelkedően magas a pannon, a pontusi és a szubmediterrán fajok száma, szinte az egész vegetáció a jégkorszak utáni felmelegedés emlékeit őrző reliktumfajok sokaságából áll.
A terület lepkefaunájának avatott kutatója, Szalkay József 1962-ben megjelent közleményében csaknem 650 nagy lepke faj előfordulásáról adott tájékoztatást. A Frivaldszky Imre által Bulgáriából leírt pontusi lepkefaj, a fóti boglárkalepke legjelentősebb hazai lelőhelyét itt találni.

### Martonvásári-park TT
1775-ben Brunszvik Antal mosoni birtokáért elcserélte a 7500 holdas Martonvásárt. A kastélyt azonban csak fia kezdte el építtetni 1785-ben, majd újabb öt év múlva kezdték csak el kialakítani a kastély körüli parkot.

### Pákozdi-ingókövek TT
Az ingókövek közül a legszebbek a Pandúr-kő és az Oroszlán-kő.

### Pál-völgyi-barlang felszíni védőövezete TT
Magyarországon az összes barlang a törvény erejénél fogva (ex Lege) védett. A barlangok felszíni védőövezetének kijelölése abból a célból történik, hogy biztosítása a barlangok védelmét. Pál-völgyi-barlangot és az akkor ismert kiterjedésének megfelelő 1 hektáros felszínt már 1944-ben védetté nyilvánították, 1972 óta áll a természetvédelem szerveinek kezelésében és 1982 óta hazánk egyik fokozottan védett barlangja. A Pál-völgyi-barlang ismert hossza évtizedeken át 1200 méter volt, de mára bebizonyosodott, hogy kiterjedése ennél lényegesen nagyobb. A barlangban áttelelő állatfajok között a denevérek öt fajjal képviseltetik magukat.

### Peregi Parkerdő TT
A közel tizenkét hektáros természetvédelmi terület a Ráckeve Duna-ág mellett, a Kiskunlacházára tartó út baloldalán húzódik. Védettségét régészeti és természeti értéke indokolja. A Peregi-erdő elnevezését arról a – Bereknek vagy Peregnek nevezett – középkori faluról kapta, amely egykor a területen állt. Az egykori települést a Duna több alkalommal elmosta, ezért lakói elköltöztek innen. A régészek által feltárt hajdani templom és temető maradványai azonban máig őrzik a hajdan itt élők emlékét.
Az erdő természeti értékét – a hetvenes évek végén telepített nyárfák mellett – a nemesebb fafajták adják: a platánok, a hársfák, a kőris- és szilfák. Legértékesebb része az erdőnek a szelídgesztenyés és vörösfenyves.

### Pogácsa-legelő TT
A Vértes-hegység előterében lévő gyepes terület mind tájképi, mind pedig természetvédelmi szempontból értékes. A terület nedves részén orchideák élnek, ill. több ragadozómadár táplálkozóterülete.

### Rácalmási-szigetek TT
A védett terület magában foglal több kisebb szigetet és holtágat, a szigetvilág többé-kevésbé megőrizte a Duna árterének egykori jellemzőit, növény és állatvilágát. Egybefüggő tömbökben találkozhatunk kőrises-tölgyes erdőket, azonban a terület legnagyobb részén átalakított erdők találhatók.

### Rétszilasi-tavak TT
A halastórendszer 14 nagyobb és több kisebb tóból áll, melyeket már a 19. század elején kialakították. Legfőbb természetvédelmi értéke a madárvilága.

### Székesfehérvári homokbánya TT
Székesfehérvár szélén, az egykori homokbánya felhagyott, hepehupás felszínén sokféle növénytársulás telepedett meg, számos védett növényritkaság is fellelhető.

### Szentendrei rózsa termőhelye TT
A rózsát 1920-ban Szentendrén, a Pismány-hegyen fedezte fel egy építkezés közben Trautman Róbert tervezőmérnök. Dégen Árpád botanikus a fajt Rosa Sancti-Andreae (Degen et TRTM)-nek nevezte el.

### Tamariska-domb TT
A Budapest XXI. kerületében, Csepelen, a Királyerdő városrészben található a Tamariskadomb 5,2 hektáros területe. A  védetté nyilvánító rendelet szerint a védetté nyilvánítás fő célja a Csepel-szigeten is megtalálható hordalékkúpsíkság természetes állapotára jellemző geomorfológiai adottságok, a Duna pleisztocén teraszmaradványán a futóhomokra jellemző formakincs, továbbá a területre egykor jellemző homokpusztai élőhelyek, ezek növény- és állatvilágának megőrzése és fenntartása.

### Tatai Kálvária-domb TT
A természetvédelmi terület a tatai Kálvária-domb mellett található. A földtani természetvédelem egyik nemzetközileg ismert és elismert látványos bemutatóhelye, a földtörténeti középkor valóságos szabadtéri múzeuma ez a felhagyott kőbánya.

### Turai-legelő TT
Erre a néhány hektáros területre is igaz: egy régebben általánosan elterjedt élőhely egyik utolsó maradványa. A Cserhátban eredő, és a Gödöllői-dombság keleti szélén keresztül a Zagyvába ömlő kis Galga-patak mentét egykor széles laposok jellemezték: a mélyebben fekvő területek öntéstalajain nedves, tocsogós rétek, a magasabban fekvő térszínek réti talajain üde gyeptársulások, még feljebb pedig – a száraz, mészben gazdag humuszos homoktalajokon – virágokban bővelkedő homokpusztagyep-társulások voltak jellemzőek. Ez utóbbi, jó termőképességű részek többségét az ember feltörte, és művelni kezdte – alig néhány helyen maradtak meg eredeti foltjai. Ennek a társulásnak volt jellegzetes növénye az egyhajúvirág vagy tavaszkikerics (Bulbocodium vernum), amely élőhelyének csökkenésével mára végveszélybe került.
Ezen a kis védett területen is mezőgazdasági táblák és telepített akácosok között nyílik kora tavasszal – gyakran már február végén – ez a szépségesen szép lila virág. A jégkor utáni felmelegedés sztyepptársulásainak emlékeként itt maradt kis növényke túlélési esélyeit csökkenti, hogy felelőtlen emberek gumóstól kiemelve próbálják kertjük díszének elszállítani, holott a megváltozott körülmények között az érzékeny virág elpusztul, vagy színét veszti (arról nem is beszélve, hogy nemesített kikericsfélék sokaságát lehet kertészetekből beszerezni). A szigorúan védett faj egyetlen tövének kiemelése is komoly büntetést von maga után.

### Velencei-tavi Madárrezervátum TT
A védett területen az úszólápok ingoványos területén kialakult növényzet különleges életközösség. A nádasok fészkelőmadár-faunája gazdag, szinte páratlan. A madárrezervátumban nagy kócsagok, kanalasgémek, vörös és szürke gémek tanyáznak.

### Vértesszőlősi előembertelep TT
Az ásatások eredményeként közel 300 növény- és állatfaj maradványát sikerült elkülöníteni a rétegek leletanyagából. Ezen túlmenően négy kultúrréteget is sikerült lehatárolni, jellegzetes kavicseszközökkel és tűzhelyekkel. Az innen előkerült előemberi koponyamaradvány korát 350 ezer évre becsülik a szakemberek.

### Táti és süttői Duna-szigetek TT
A 299,91 hektár kiterjedésű terület kiemelt természetvédelmi oltalma az egykori Duna menti természetes vizes és víz közeli élőhelyek maradványainak megőrzését, fenntartását szolgálja.

## Természeti emlékek

### Földtani alapszelvények
- Biatorbágyi Nyakas-kő földtani alapszelvény TE
- Budapesti Pusztaszeri úti földtani alapszelvény TE
- Budapesti Róka-hegyi bánya földtani alapszelvény TE
- Lábatlani Köszörűkő-bánya földtani alapszelvény TE
- Lábatlani Tölgyháti kőfejtő földtani alapszelvény TE
- Pázmándi Zsidó-hegyi pirofillit-bánya és pannon földtani alapszelvény TE

### Kaptárkövek
Kaptárkövek egyéb védett természeti területen kívül
- Biatorbágyi Kő-hegy kaptárkövei TE
- Biatorbágyi Öreg-hegy kaptárköve TE
- Budakeszi Kecske-hegy kaptárköve TE
- Diósdi kőfejtők kaptárköve TE
- Diósdi Szidónia-hegy kaptárkövei TE
- Pilisvörösvári Zajnát-hegy kaptárkövei TE
- Sóskúti Fundoklin kaptárkövei TE
- Sóskúti Kálvária-domb kaptárköve TE

Kaptárkövek egyéb védett természeti terület részterületeként
- Csákvári Haraszt-hegy kaptárköve (a Vértesi Tájvédelmi Körzet része)
- Pilisborosjenői Jenői-torony kaptárkő (a Duna–Ipoly Nemzeti Park része)
- Pomázi Holdvilág-árok kaptárkövei (a Duna–Ipoly Nemzeti Park része)
- Pomázi Kő-hegy kaptárkövei (a Duna–Ipoly Nemzeti Park része)
- Solymári Alsó-Jegenye-völgy kaptárköve (a Budai Tájvédelmi Körzet része)
- Szentendrei Nyerges-hegy kaptárkövei (a Duna–Ipoly Nemzeti Park része)

## Nemzetközi egyezmény hatálya alá tartozó védett területek
Az itt felsorolt természetvédelmi szempontból jelentős területeknek nemzetközi egyezmény, illetve kitüntető cím biztosít oltalmat.

## Bemutatóhelyek
- Alcsúti Arborétum: Alcsútdoboz
- Dinnyési-fertő: Dinnyés
- Hiúz Ház Erdei Iskola és Látogatóközpont: Szokolya, Királyrét
- Jókai-kert
- Kökörcsin Ház
- Mátyás-hegyi-barlang
- Ócsai Tájház és Turján Ház: Ócsa
- Pál-völgyi-barlang:
- Pálfája Oktatóközpont:
- Pilisi len Látogatóközpont:
- Sas-hegyi Látogatóközpont:
- Szemlő-hegyi-barlang: